# Dirka po Franciji 1972
| Rank | Name              | Country     | Team | Time         |
| ---- | ----------------- | ----------- | ---- | ------------ |
| 1    | Eddy Merckx       | Belgija     |      | 108h 17' 18" |
| 2    | Felice Gimondi    | Francija    |      | 10' 41"      |
| 3    | Raymond Poulidor  | Francija    |      | 11' 34"      |
| 4    | Lucien Van Impe   | Belgija     |      | 16' 45"      |
| 5    | Joop Zoetemelk    | Nizozemska  |      | 19' 09"      |
| 6    | Mariano Martinez  | Francija    |      | 21' 31"      |
| 7    | Yves Hézard       | Francija    |      | 21' 52"      |
| 8    | Joaquim Agostinho | Portugalska |      | 34' 16"      |
| 9    | Bernard Thévenet  | Francija    |      | 37' 11"      |
| 10   | Edward Janssens   | Belgija     |      | 42' 33"      |

Dirka po Franciji 1972 je bila 59. dirka po Franciji, ki je potekala leta 1972.

## Pregled
| Kategorije                          | Podatki        |
| ----------------------------------- | -------------- |
| Začetek-konec                       | Angers - Pariz |
| Dolžina (km)                        | 3.846          |
| Število etap                        | 20             |
| Povprečna hitrost zmagovalca (km/h) | 35,514         |
| Kolesarjev                          | 132            |
| Tekmo končalo                       | 88             |